# Красная Слобода (Татарстан)
Кра́сная Слобода́ (тат. Кызыл Бистә) — село в Спасском районе Татарстана. Административный центр Краснослободского сельского поселения.

## Описание
Численность населения — 410 человек (2010).
Расположено 6 км от Куйбышевского водохранилища, в 15 км к востоку от Болгара (райцентр) и в 90 км к югу от Казани. Имеется подъездная дорога к селу от автодороги Болгар — Базарные Матаки.
Село основано в 1-й половине XIX века. В селе располагалось родовое имение Сазоновых.

## Население
Численность населения села по годам
| 1782 | 1859  | 1897  | 1908  | 1920  | 1926 | 1938  | 1949 | 1958  | 1970  | 1979 | 1989 | 2002 | 2010 |
| ---- | ----- | ----- | ----- | ----- | ---- | ----- | ---- | ----- | ----- | ---- | ---- | ---- | ---- |
| 102  | 1024↗ | 1253↗ | 1416↗ | 1286↘ | 989↘ | 1279↗ | 861↘ | 1133↗ | 1066↘ | 772↘ | 571↘ | 459↘ | 410↘ |

Национальный состав
Согласно результатам переписи 2002 года, в национальной структуре населения русские составляли 84 % из 459 человек.

## Достопримечательности
- Казанско-Богородицкая церковь — кирпичный храм воздвигнут в 1855—1859 годах и освящён в 1861 году (приход возник в 1860 году).

### Комментарии
1. ↑  души мужского пола